# 陳又新
陳又新（1982年5月24日—），臺灣宜蘭縣人，中華民國律師、政治人物，前社會民主黨發言人，畢業於國立臺灣大學法律系及社工系雙學位學士、國立交通大學科法所碩士。2007年起擔任律師，參與司法改革與社運義務辯護。自號「奶爸律師」。

## 生平

### 第一次參選台北市議員
2018年3月29日，宣布代表社會民主黨參加台北市議會第二選舉區（內湖區、南港區）市議員選舉，陳又新從社會民主黨創黨後一直在社民黨工作，陳指出「社會民主黨」是台灣非常需要的一個選項，所以為了讓社民黨能夠成為未來台灣的重要政黨，決定投入市議員選舉。
臺北市第二選舉區（內湖區、南港區）
- 應選出名額：9席 ，含婦女保障名額：2席
- 選舉人數：324,266
- 投票數（投票率）：216,602（66.80%）
- 有效票（比率）：210,978（97.40%），無效票（比率）：5,624（2.60%）

| 號次 | 候選人 | 性別 | 政黨          | 得票數 | 得票率 | 當選標記 |
| ---- | ------ | ---- | ------------- | ------ | ------ | -------- |
| 1    | 闕枚莎 | 女   | 中國國民黨    | 24,248 | 11.49% |          |
| 2    | 王孝維 | 男   | 民主進步黨    | 11,780 | 5.58%  |          |
| 3    | 陳義洲 | 男   | 中國國民黨    | 13,947 | 6.61%  |          |
| 4    | 李明賢 | 男   | 中國國民黨    | 20,198 | 9.57%  |          |
| 5    | 李建昌 | 男   | 民主進步黨    | 12,588 | 5.97%  |          |
| 6    | 黃珊珊 | 女   | 親民黨        | 26,113 | 12.38% |          |
| 7    | 游淑慧 | 女   | 中國國民黨    | 20,013 | 9.49%  |          |
| 8    | 蕭新晟 | 男   | 時代力量      | 8,502  | 4.03%  |          |
| 9    | 蕭筱臻 | 女   | 基進黨        | 1,195  | 0.57%  |          |
| 10   | 吳世正 | 男   | 中國國民黨    | 13,208 | 6.26%  |          |
| 11   | 高嘉瑜 | 女   | 民主進步黨    | 34,285 | 16.25% |          |
| 12   | 陳又新 | 男   | 社 社會民主黨 | 5,037  | 2.39%  |          |
| 13   | 江志銘 | 男   | 民主進步黨    | 12,825 | 6.08%  |          |
| 14   | 吳曉東 | 男   | 樹黨          | 1,166  | 0.55%  |          |
| 15   | 趙家蓉 | 女   | 新黨          | 5,873  | 2.78%  |          |

2018年11月25日，最後以5,037票排名第十三落選。

### 退出社會民主黨
2020年11月22日，陳又新宣佈退出社會民主黨。

### 第二次參選台北市議員
2021年11月11日，於個人臉書粉絲專頁宣佈，將投入民進黨臺北市第二選舉區議員初選。

## 外部連結
- 陳又新 律師的Facebook專頁